# Trofeo (tauromaquia)

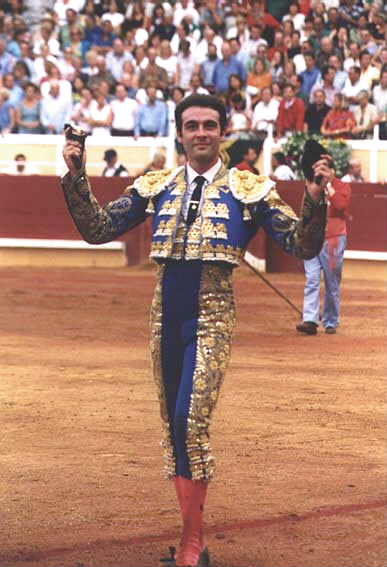
Enrique Ponce que presenta al público dos orejas recibidas en trofeo

En la corrida de toros, el trofeo es la recompensa que puede recibir el torero al finalizar cada festejo, a raíz de la decisión del presidente. Se trata de una o dos orejas, o de las dos orejas y el rabo. Es solo el torero el que puede verse premiado con el trofeo. Los trofeos recibos por los toreros están indicados en su clasificación anual.

## Presentación
Si les gustó la actuación del torero, los espectadores reclaman al presidente que este le conceda una, incluso dos orejas, o también las dos orejas y el rabo. Para pedírselo, tienen que agitar un pañuelo blanco, pero la experiencia muestra que enumera espectadores (sobre todo en Francia) se alegran de gritar, silbar o aplaudir.
El presidente concede una oreja, dos orejas, dos orejas y rabo presentando uno, dos o tres pañuelos blancos. Los trofeos están cortados bajo la vigilancia del alguacilillo que se los dará al torero después de que el toro haya sido sacado fuera de la plaza de toros por la puerta de arrastre. Una vez entregado los trofeos el torero debe dar una vuelta al ruedo: los espectadores los más entusiastas le tiran ramos de flores, su sombrero, su fular, etc. El torero guarda las flores y devuelve los sombreros, fulares, etc., a su dueño.

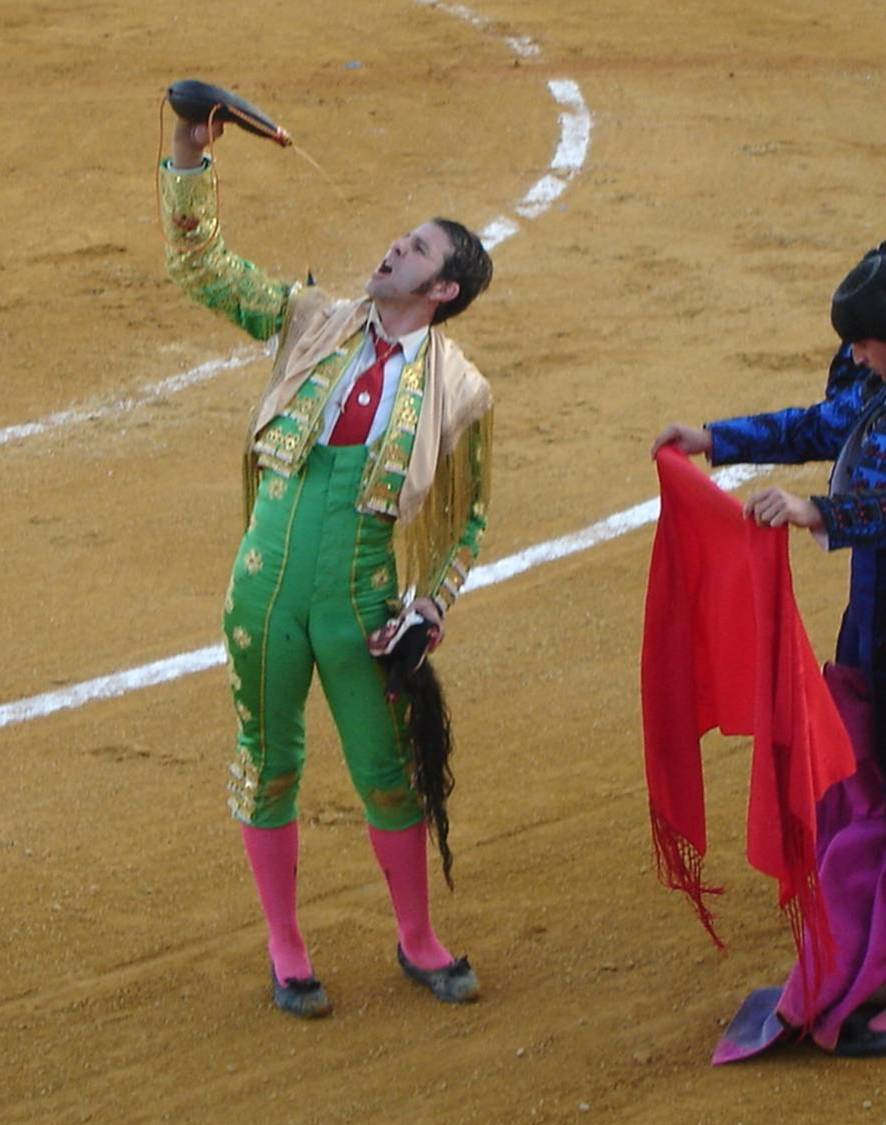
Padilla con el rabo, después de su faena en la feria de Arcos de la Frontera en Andalucía el 1 de octubre de 2006

Si ninguna oreja le ha sido concedida, el público podrá sin embargo, por sus aplausos alimentados y repetidos, pedir al torero de «saludar al tercio» (el torero brinda y saluda el público a la proximidad de la barrera), de saludar «al tercio» (el matador se adelanta a su camino de la barrera y del centro del ruedo), de saludar «al centro» (el torero saluda, se adelanta hasta el centro del ruedo), incluso dar una «vuelta al ruedo».
Si la prestación del torero ha sido poco apreciada, puede recibir una bronca: los espectadores descontentos gritan, silban. A veces la reacción es peor para el matador que la más fuerte de los broncas: el silencio.
Si el toro ha sido excepcionalmente bueno, el presidente podrá concederle a lucido también una vuelta al ruedo presentando un pañuelo azul. Y se ha sido más que excepcionalmente bueno, el presidente podrá, antes de la estocada, ordenar su gracia presentando un pañuelo naranja, que significaría el indulto para el animal.

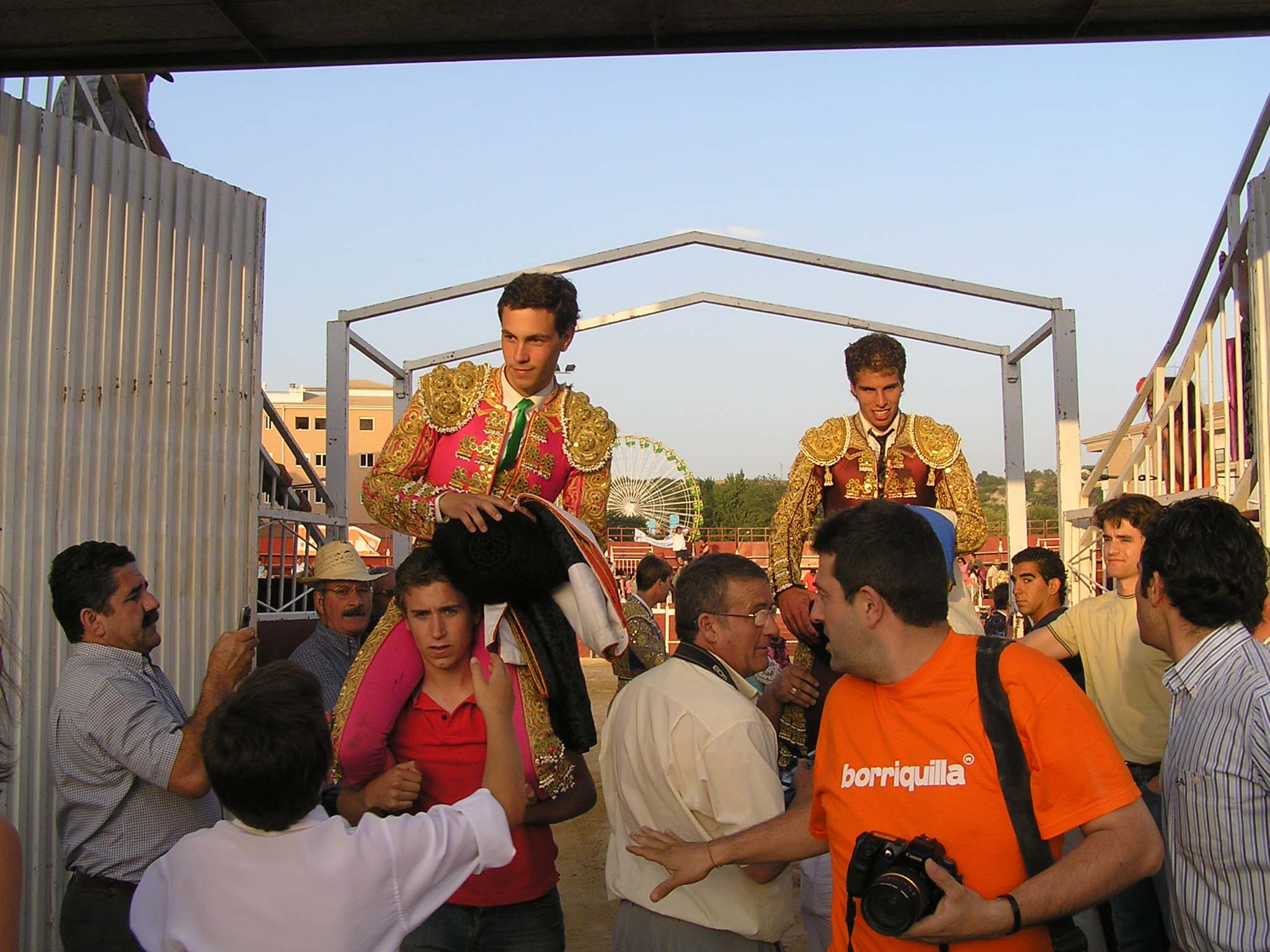
Salida de dos toreros 'a hombros'

Cuando el torero ha acabado de saludar, el presidente tiene que sacar su pañuelo blanco con el fin de ordenar la entrada al ruedo del toro siguiente.
Al final de la corrida, los toreros abandonan la plaza por orden de antigüedad. Si alguno ha cortado las orejas necesarias saldrá a hombros, sobre los hombros de sus admiradores. Tal vez la recompensa suprema sea el ser autorizado a salir por la puerta grande. En Sevilla, deberá para eso haber cortado tres trofeos (tres orejas, o dos orejas y un rabo) al mínimo; en Madrid, dos trofeos bastarán (estando generalmente admitido que si una segunda oreja madrileña y una segunda oreja sevillana son aproximadamente del mismo valor, la primera oreja madrileña vale más que la primera oreja sevillana); en otro lugar, es según la seriedad de la organización, el nivel de exigencia y de competencia del público, las costumbres locales, etc.
En Francia, las disposiciones con relación a los trofeos están contenidas en el artículo 83 del Reglamento de la Unión de las ciudades taurinas francesas.
El 16 de septiembre de 2012, a Nimes, el torero José Tomás cortó 11 orejas (sobre 12 posibles) y un rabo durante una corrida en la que lidio 6 toros en solitario, como aquel de Manuel Benítez « El Cordobés », cuando ha obtenido en esta misma ciudad, en 1964, las 2 orejas, el rabo y la pata de un toro.